# 久保田耕平
久保田 耕平（くぼた こおへい、1979年 - ）は、日本の実業家、浮月楼（株式会社浮月）代表取締役社長。

## 人物・経歴

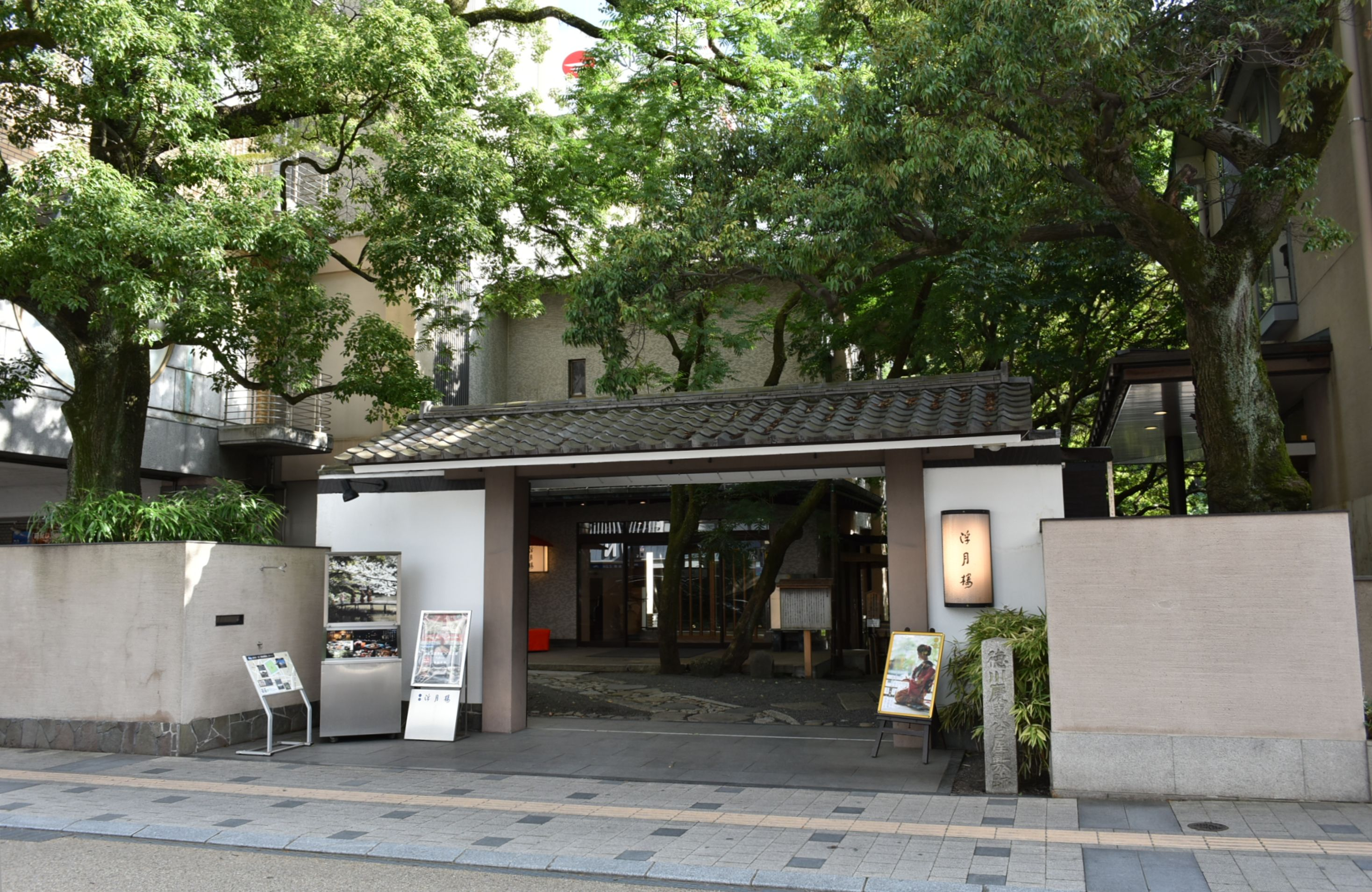
浮月楼

1979年、静岡市で老舗料亭「浮月楼」の家に久保田学の息子として生まれる。1997年、静岡県立静岡高等学校卒業。2002年3月、立教大学観光学部観光学科を卒業後、ヨーロッパ、アフリカ、アメリカ、アジアなど、約20カ国を巡り、見識を深める。東京・築地での就業後、2008年、「浮月楼」へ入社。
2018年、専務取締役に就任。2021年4月、叔父・久保田隆より社長職を引き継ぐ。浮月楼は、江戸幕府第十五代将軍徳川慶喜が、1869年（明治2年）10月から同市内西草深に引っ越すまで暮らした屋敷跡地にある。同時に、渋沢栄一が日本初の株式会社「商法会所」を設立した場所であり、初代内閣総理大臣である伊藤博文が静岡に来た際に、園遊会が催されるなど多くの名士が愛した由緒ある地である。
老舗の経営者として、日本文化への造詣の深さを活かし、婚礼に加えて、能楽師、華道家、茶道家、陶芸家といった文化人たちのパフォーマンスイベントなど、宴の場づくりを多く提案している。